# Astragalus castetteri
Astragalus castetteri — вид квіткових рослин з родини бобових (Fabaceae). Ареал охоплює такі країни: США (Нью-Мексико).

## Середовище
Це багаторічна кореневищна трав'яниста рослина, яка росте на сухих кам'янистих схилах, гірських чагарників, відкритих ялівцевих лісах та кам'янистих схилах віддалених пустельних гірських хребтів на вапнякових ґрунтах. Висота 1500–2150 метрів. Немає відомих серйозних загроз для цього виду.